# Ines Langemeyer
Ines Langemeyer (* 1972 in Münster) ist Psychologin und Universitätsprofessorin für Lehr-Lernforschung am Karlsruher Institut für Technologie.
Langemeyer studierte von 1994 bis 2000 Psychologie an der  Freien Universität Berlin und schloss als Diplom-Psychologin ab. Sie wurde 2005 an der Helmut-Schmidt-Universität – Universität der Bundeswehr Hamburg als Dr. phil. promoviert. Von 2001 bis 2011 arbeitete sie als wissenschaftliche Mitarbeiterin an der Freien Universität Berlin, der Universität Erfurt, der Brandenburgischen Technischen Universität Cottbus, war danach als Post-doctoral Research-Fellow an der Universität Oslo tätig und wurde 2011 auf die Professur für Lebenslanges Lernen an der PH Ludwigsburg und am Deutschen Institut für Erwachsenenbildung in Bonn berufen. 2013 erhielt sie einen Ruf auf die Professur für Erwachsenenbildung an der Universität Tübingen, 2014 einen Ruf auf die Professur für Lehr-Lernforschung am Karlsruher Institut für Technologie.

## Schriften (Auswahl)
- Andreas Hirsch-Weber, Ines Langemeyer, Stefan Scherer: Akademische Lehr- und Lernformen am Gymnasium. (Hrsg.) Forschungsperspektive Schlüsselqualifikation. A. Hirsch-Weber, I. Langemeyer, S. Löffler, A. M. Kunz, S. Scherer Verlag Beltz Juventa in der Verlagsgruppe Beltz 2020
- I. Langemeyer: Digitalisierung als Herausforderung für Personalentwicklung und Mitbestimmung | Unternehmensstrategien der IT-Branche und ihre Bedeutung für Weiterbildung. In: I. Langemeyer,  Verlag Barbara Budrich Opladen • Berlin • Toronto 2019
- I. Langemeyer: Enkulturation in die Wissenschaftdurch ein forschungsorientiertes Lehren und Lernen. In: M. Kaufmann, H. Mieg, A. Satilmis (Hrsg.): Forschendes Lernen in den Geisteswissenschaften. Springer VS-Verlag, 2018, S. 59–77.
- I. Langemeyer: Zur erkenntnistheoretischen und praktischen Relevanz einer Hochschulbildungsforschung. In: G. Reinmann, T. Jenert, J. Schmohl (Hrsg.): Hochschulbildungsforschung. Springer VS-Verlag, 2018, S. 56–71.
- I. Langemeyer, A. Martin: Akademiker*innen ohne Professionsstatus? – Oder: Wie Wissenschaft in die Gesellschaft kommt und was dies für das Studium bedeutet. In: bwp@Berufs- und Wirtschaftspädagogik – online, Ausgabe 34, 30. Juni 2018, S. 1–20. (bwpat.de)
- I. Langemeyer: Selbstregulation im Studium oder: Einsichten in eine persönlichkeitsfördernde Lehre. In: R. Arnold, M. Lermen, M. Haberer (Hrsg.): Selbstlernangebote und Studienunterstützung. Schneider Verlag, Hohengehren 2017, S. 15–28.
- I. Langemeyer: Das forschungsbezogene Studium als Enkulturation in Wissenschaft. In: H. Mieg, J. Lehmann (Hrsg.): Forschendes Lernen: Lehre und Lernen erneuern. Campus, Frankfurt am Main 2017, S. 91–100.
- I. Langemeyer: Das Wissen der Achtsamkeit. Kooperative Kompetenz in komplexen Arbeitsprozessen. Waxmann, Münster 2015, ISBN 978-3-8309-3308-3.
- I. Langemeyer: The most important safety-decive is you! In: International Journal of Action Research. Vol. 11, No. 1–2, 2015.
- I. Langemeyer, I. Rohrdantz-Herrmann: Wozu braucht eine Universität Lehr-Lernforschung? In: I. Langemeyer, M. Fischer, M. Pfadenhauer (Hrsg.): Epistemic and learning cultures – wohin sich Universitäten entwickeln. Juventa/Beltz, 2015, ISBN 978-3-7799-3277-2, S. 211–227.
- I. Langemeyer, A. Martin: „Scientification of work“ as a challenge to university education. In: I. Langemeyer, M. Fischer, M. Pfadenhauer (Hrsg.): Epistemic and learning cultures – wohin sich Universitäten entwickeln. Juventa/Beltz, 2015, ISBN 978-3-7799-3277-2, S. 296–307.
- I. Langemeyer: Learning in a simulation-OT in heart surgery and the challenges of the scientification of work. In: Journal of Education and Work. Band 27, Nr. 3, 2014, S. 284–305.
- I. Langemeyer: Grundzüge einer subjektwissenschaftlichen Kompetenzforschung. In: REPORT Weiterbildung. Band 1, 2013, S. 15–24.
- I. Langemeyer: Kompetenzentwicklung zwischen Selbst- und Fremdbestimmung. Arbeitsprozessintegriertes Lernen in der Fachinformatik. Eine Fallstudie. Waxmann, Münster 2005.